# Kieler Sportvereinigung Holstein von 1900 1999-2000
Questa voce raccoglie le informazioni riguardanti il Kieler Sportvereinigung Holstein von 1900 nelle competizioni ufficiali della stagione 1999-2000.

## Stagione
Nella stagione 1999-2000 l'Holstein Kiel, allenato da Michael Lorkowski, concluse il campionato di Regionalliga nord all'8º posto.

## Rosa
| N. |                     | Ruolo | Calciatore          |
| -- | ------------------- | ----- | ------------------- |
| 3  | Germania (bandiera) | D     | Carsten Pukaß       |
| 4  | Polonia (bandiera)  | A     | Zbigniew Ilski      |
| 9  | Lituania (bandiera) | A     | Dimitrijus Guščinas |
| 20 | Germania (bandiera) | D     | Henning Hardt       |
|    | Germania (bandiera) | P     | Christopher Jürgens |
|    | Germania (bandiera) | P     | Dietmar Kunze       |
|    | Germania (bandiera) | D     | Lars Habermann      |
|    | Lituania (bandiera) | D     | Vidas Savickas      |

| N. |                     | Ruolo | Calciatore       |
| -- | ------------------- | ----- | ---------------- |
|    | Germania (bandiera) | D     | Stephan Schmidt  |
|    | Germania (bandiera) | C     | Dirk Bremser     |
|    | Germania (bandiera) | C     | Timo Hempel      |
|    | Germania (bandiera) | C     | Lars Kindgen     |
|    | Germania (bandiera) | C     | Dirk Köhlert     |
|    | Germania (bandiera) | C     | Frank Wolf       |
|    | Germania (bandiera) | A     | Jörg Ahrends     |
|    | Germania (bandiera) | A     | Daniel Jurgeleit |

## Organigramma societario
Area tecnica
- Allenatore: Michael Lorkowski
- Allenatore in seconda:
- Preparatore dei portieri:
- Preparatori atletici:
- Analisi video:

## Calciomercato

### Sessione estiva
| Acquisti | Acquisti            | Acquisti               | Acquisti |
| R.       | Nome                | da                     | Modalità |
| -------- | ------------------- | ---------------------- | -------- |
| C        | Thoralf Bennert     | Eintracht Braunschweig |          |
| C        | Dirk Bremser        | Lubecca                |          |
| A        | Dimitrijus Guščinas | S.F. Ricklingen        |          |
| P        | Dirk Jacobsen       | Eintracht Norderstedt  |          |
| A        | Daniel Jurgeleit    | Eintracht Braunschweig |          |
| P        | Christopher Jürgens | Preußen Münster        |          |
| C        | Lars Kindgen        | Bonner                 |          |
| D        | Carsten Pukaß       | Erkenschwick           |          |

| Cessioni | Cessioni        | Cessioni              | Cessioni |
| R.       | Nome            | a                     | Modalità |
| -------- | --------------- | --------------------- | -------- |
| C        | Mike Göbel      | Eintracht Norderstedt |          |
| C        | Thorsten Rohwer | Werder Brema II       |          |

### Sessione invernale
| Acquisti | Acquisti       | Acquisti       | Acquisti |
| R.       | Nome           | da             | Modalità |
| -------- | -------------- | -------------- | -------- |
| D        | Vidas Savickas | Inkaras Kaunas |          |

| Cessioni | Cessioni      | Cessioni              | Cessioni |
| R.       | Nome          | a                     | Modalità |
| -------- | ------------- | --------------------- | -------- |
| P        | Dirk Jacobsen | Eintracht Norderstedt |          |

## Risultati

### Regionalliga nord

#### Girone di andata
| 30 luglio 1999, ore 19:30 CEST 1ª giornata | Holstein Kiel | 1 – 1 | Werder Brema II |  |

| 7 agosto 1999, ore 14:30 CEST 2ª giornata | Cloppenburg | 2 – 2 | Holstein Kiel |  |

| 15 agosto 1999, ore 18:00 CEST 3ª giornata | Holstein Kiel | 2 – 0 | Lubecca |  |

| 22 agosto 1999, ore 15:00 CEST 4ª giornata | Oldenburg | 1 – 1 | Holstein Kiel |  |

| 28 agosto 1999, ore 14:30 CEST 5ª giornata | Holstein Kiel | 2 – 1 | Wilhelmshaven |  |

| 4 settembre 1999, ore 14:30 CEST 6ª giornata | Eintracht Nordhorn | 2 – 4 | Holstein Kiel |  |

| 10 settembre 1999, ore 19:30 CEST 7ª giornata | Holstein Kiel | 3 – 1 | St. Pauli II |  |

| 19 settembre 1999, ore 18:00 CEST 8ª giornata | TuS Celle | 5 – 0 | Holstein Kiel |  |

| 25 settembre 1999, ore 14:30 CEST 9ª giornata | Holstein Kiel | 0 – 1 | Eintracht Braunschweig |  |

| 2 ottobre 1999, ore 14:00 CEST 10ª giornata | Arminia Hannover | 1 – 1 | Holstein Kiel |  |

| 8 ottobre 1999, ore 18:30 CEST 11ª giornata | Holstein Kiel | 5 – 2 | Göttingen |  |

| 15 ottobre 1999, ore 20:00 CEST 12ª giornata | Osnabrück | 3 – 0 | Holstein Kiel |  |

| 22 ottobre 1999, ore 19:30 CEST 13ª giornata | Holstein Kiel | 2 – 2 | Meppen |  |

| 31 ottobre 1999, ore 14:30 CEST 14ª giornata | Bremerhaven FC | 2 – 5 | Holstein Kiel |  |

| 5 novembre 1999, ore 19:30 CET 15ª giornata | Holstein Kiel | 2 – 0 | Norderstedt |  |

| 13 novembre 1999, ore 14:00 CET 16ª giornata | Amburgo II | 1 – 0 | Holstein Kiel |  |

| 19 novembre 1999, ore 19:30 CET 17ª giornata | Holstein Kiel | 2 – 2 | Lüneburger |  |

#### Girone di ritorno
| 27 novembre 1999, ore 14:00 CET 18ª giornata | Werder Brema II | 3 – 1 | Holstein Kiel |  |

| 20 aprile 2000, ore 19:00 CEST 19ª giornata | Holstein Kiel | 2 – 2 | Cloppenburg |  |

| 12 dicembre 1999, ore 14:00 CET 20ª giornata | Lubecca | 3 – 1 | Holstein Kiel |  |

| 6 febbraio 2000, ore 15:00 CET 21ª giornata | Holstein Kiel | 3 – 1 | Oldenburg |  |

| 11 febbraio 2000, ore 20:00 CET 22ª giornata | Wilhelmshaven | 3 – 1 | Holstein Kiel |  |

| 20 febbraio 2000, ore 15:00 CET 23ª giornata | Holstein Kiel | 5 – 2 | Eintracht Nordhorn |  |

| 27 febbraio 2000, ore 14:00 CET 24ª giornata | St. Pauli II | 1 – 3 | Holstein Kiel |  |

| 5 marzo 2000, ore 15:00 CET 25ª giornata | Holstein Kiel | 3 – 0 | TuS Celle |  |

| 10 marzo 2000, ore 19:30 CET 26ª giornata | Eintracht Braunschweig | 1 – 1 | Holstein Kiel |  |

| 17 marzo 2000, ore 19:30 CET 27ª giornata | Holstein Kiel | 0 – 0 | Arminia Hannover |  |

| 25 marzo 2000, ore 15:00 CET 28ª giornata | Göttingen | 1 – 2 | Holstein Kiel |  |

| 31 marzo 2000, ore 19:30 CEST 29ª giornata | Holstein Kiel | 0 – 1 | Osnabrück |  |

| 14 aprile 2000, ore 19:30 CEST 30ª giornata | Meppen | 6 – 1 | Holstein Kiel |  |

| 28 aprile 2000, ore 19:30 CEST 31ª giornata | Holstein Kiel | 1 – 0 | Bremerhaven FC |  |

| 7 maggio 2000, ore 15:00 CEST 32ª giornata | Norderstedt | 1 – 4 | Holstein Kiel |  |

| 12 maggio 2000, ore 19:30 CEST 33ª giornata | Holstein Kiel | 2 – 3 | Amburgo II |  |

| 20 maggio 2000, ore 14:00 CEST 34ª giornata | Lüneburger | 2 – 0 | Holstein Kiel |  |

## Statistiche

### Statistiche di squadra
| Competizione      | Punti | In casa | In casa | In casa | In casa | In casa | In casa | In trasferta | In trasferta | In trasferta | In trasferta | In trasferta | In trasferta | Totale | Totale | Totale | Totale | Totale | Totale | DR |
| Competizione      | Punti | G       | V       | N       | P       | Gf      | Gs      | G            | V            | N            | P            | Gf           | Gs           | G      | V      | N      | P      | Gf     | Gs     | DR |
| ----------------- | ----- | ------- | ------- | ------- | ------- | ------- | ------- | ------------ | ------------ | ------------ | ------------ | ------------ | ------------ | ------ | ------ | ------ | ------ | ------ | ------ | -- |
| Regionalliga nord | 51    | 17      | 9       | 5       | 3       | 35      | 19      | 17           | 5            | 4            | 8            | 27           | 38           | 34     | 14     | 9      | 11     | 62     | 57     | +5 |
| Totale            | 51    | 17      | 9       | 5       | 3       | 35      | 19      | 17           | 5            | 4            | 8            | 27           | 38           | 34     | 14     | 9      | 11     | 62     | 57     | +5 |

### Andamento in campionato
| Giornata  | 1 | 2  | 3 | 4 | 5 | 6 | 7 | 8 | 9 | 10 | 11 | 12 | 13 | 14 | 15 | 16 | 17 | 18 | 19 | 20 | 21 | 22 | 23 | 24 | 25 | 26 | 27 | 28 | 29 | 30 | 31 | 32 | 33 | 34 |
| --------- | - | -- | - | - | - | - | - | - | - | -- | -- | -- | -- | -- | -- | -- | -- | -- | -- | -- | -- | -- | -- | -- | -- | -- | -- | -- | -- | -- | -- | -- | -- | -- |
| Luogo     | C | T  | C | T | C | T | C | T | C | T  | C  | T  | C  | T  | C  | T  | C  | T  | C  | T  | C  | T  | C  | T  | C  | T  | C  | T  | C  | T  | C  | T  | C  | T  |
| Risultato | N | N  | V | N | V | V | V | P | P | N  | V  | P  | N  | V  | V  | P  | N  | P  | N  | P  | V  | P  | V  | V  | V  | N  | N  | V  | P  | P  | V  | V  | P  | P  |
| Posizione | 7 | 11 | 6 | 7 | 7 | 4 | 4 | 4 | 7 | 8  | 6  | 8  | 8  | 6  | 5  | 7  | 7  | 7  | 7  | 7  | 7  | 7  | 7  | 7  | 7  | 7  | 7  | 6  | 7  | 8  | 7  | 7  | 8  | 8  |

Legenda:

Luogo: C = Casa; T = Trasferta. Risultato: V = Vittoria; N = Pareggio; P = Sconfitta.